# Sváb Gyula
Sváb Gyula, születési nevén Schwab Gyula Antal (Budapest, 1879. július 31. – Budapest, 1938. január 10.) magyar építész, műegyetemi tanár, tanszékvezető, a népiskola-építési program egyik vezetője.

## Életpályája
Schwab Gyula cipész és Kerner Friderika fiaként született. Egyetemi tanulmányait a budapesti József Műegyetemen végezte. Ezután  Czigler Győző, később Nagy Virgil mellett az ókori építészeti tanszéken lett tanársegéd. 1908-tól a vallás- és közoktatásügyi minisztériumban műszaki tanácsosként dolgozott. 1929-től a Műegyetemen a rajzi és tervezési tanszék tanára volt.
Felesége Hegyi Berta Anna (1885–1974) volt, akivel 1907. november 19-én Esztergomban kötött házasságot. 1930-ban elváltak.
Sírja a Farkasréti temetőben felszámolásra került.

## Iskolaépítési programja
Kertész K. Róbert és ő irányította a vidéki iskolák építését. Irányítása alatt 1908 és 1914 között 139 vidéki iskola épült fel, amelyek közül többet ő maga tervezett.
Érdekességként megemlítendő, hogy munkájával párhuzamosan zajlott a budapesti Bárczy István-féle kislakás- és iskolaépítési program.
Sváb az 1920-as években egyébként részt vett Klebelsberg Kunó népiskola-építési programjában is, ahol ő dolgozta ki az iskolák típusterveit.

## Ismert épületei

### 1910-es évek eleji iskolaépületek
- 1907–1910: elemi iskola, Görhegy (ma: Görlinci, Szlovákia)[7]
- 1913–1914: elemi iskola (ma: Kittenberger Kálmán Általános és Művészeti Iskola), 2626 Nagymaros, Fehérhegy utca 2.[8][9][10]
- 1914 k.: elemi iskola, Garamberzence[8][10]
- 1914 k.: elemi iskola, Szaniszló[8]
- 1914 k.: elemi iskola, Feketetó[8]
- 1914 k.: elemi iskola, Szigetkamra[8]
- 1914 k.: elemi iskola, Hegyeshely[8]
- 1914 k.: elemi iskola, Újhelyszabadi[5][8]
- 1914 k.: elemi iskola, Beszterceirtvány[8]
- 1914 k.: elemi iskola, Trencsénmakó[8]
- 1914 k.: elemi iskola, Nemesújfalu[8]
- 1914 k.: elemi iskola, Nagytarajos[8]
- 1914 k.: elemi iskola, Neszlény[8]
- 1914 k.: elemi iskola, Boksánbánya[8]
- 1914 k.: elemi iskola, Újbeszterce[5][8]
- 1914 k.: elemi iskola, Kistapolcsány[8]
- 1914 k.: elemi iskola, Körmöcbánya[8]
- 1914 k.: elemi iskola, Fiume[8][10]
- 1914 k.: elemi iskola, Seregháza[11]
- 1914 k.: elemi iskola, Olasztelki[11]
- 1914 k.: elemi iskola, Besztercehosszúmező[5]
- 1914 k.: elemi iskola, Fehérhalom[5]
- 1914 k.: elemi iskola, Feketetóti[5]
- 1914 k.: elemi iskola, Hatvan[5]
- 1914 k.: elemi iskola, Herkulesfürdő[5]
- 1914 k.: elemi iskola, Kalános[5]
- 1914 k.: óvoda és elemi iskola, Naszód[5]
- 1914 k.: elemi iskola, Nyírsid[5]
- 1914 k.: elemi iskola, Olasztelek[5]
- 1914 k.: elemi iskola, Papkörmösd[5]
- 1914 k.: elemi iskola, Paráznó[5]
- 1914 k.: elemi iskola, Rókafő[5]
- 1914 k.: elemi iskola, Saáp[5]
- 1914 k.: elemi iskola, Tasnád[5]
- 1914 k.: elemi iskola, Tóthalom[5]
- 1914 k.: elemi iskola, Trencsénhosszúmező[5]
- 1914 k.: elemi iskola, Trencsénmakó[5]
- 1914 k.: elemi iskola, Tunyogfalva[5]
- 1914 k.: elemi iskola, Túrirtovány[5]
- 1914 k.: elemi iskola, Vidorlak[5]
- 1914 k.: elemi iskola, Zánka[5]
- 1914 k.: óvoda, Fiume[8][10]
- 1914 k.: óvoda, Kórós[5][8]
- 1914 k.: tanítói lakások, Dunaharaszti[8][10]
- 1914 k.: óvoda és tanítói lakások, Kunosvágás[10]

### Egyéb épületek
- 1921–1926: Szabadsághegyi csillagvizsgáló (ma: ELKH Csillagászati és Földtudományi Kutatóközpont Konkoly Thege Miklós Csillagászati Intézet), 1121 Budapest, Konkoly-Thege Miklós út 15-17. (Kertész K. Róberttel közösen)[12]
- 1923–1929: premontrei gimnázium, rendház és kollégium (ma: Magyar Agrár- és Élettudományi Egyetem főépülete), 2100 Gödöllő, Páter Károly u. 1. (Kertész K. Róberttel közösen)
- ?: Köteles tanyasi iskola, Hajdúszoboszló[13]
- ?: Kovács tanyasi iskola, Hajdúszoboszló[13]

Tervben maradt: 
- 1916: első világháborús hősi emlékmű[14]
- 1928: szeretetház, Budapest, Maglódi út (Kertész K. Róberttel közös terv).[15]

## Főbb írásai
- A magyar parasztház (új kiadás: Terc Kiadó)[16]
- Sváb Gyula: Újabb tanyai iskolák (Magyar Építőművészet 1928. (XXVIII. évfolyam) 10-12. szám)